# Хохлатка
Хохла́тка (лат. Corýdalis) — крупный род травянистых растений подсемейства Дымянковые (Fumarioideae) семейства Маковые (Papaveraceae) порядка Лютикоцветные (Ranunculales), распространённых в умеренных регионах всего Северного полушария.

## Название
Латинское наименование восходит к др.-греч. κορυδαλλός — жаворонок. Существует легенда: летели в небе жаворонки, но что-то не поделили между собой, подрались, да так, что послетали перьевые чубчики с их голов и когтистые шпорцы с ног. Упали на землю и проросли цветами.
По другой версии латинское родовое название происходит напрямую от др.-греч. κορυς — шлем; по форме цветка.
Русское родовое название происходит от слова «хохол»; по форме цветка. В некоторых районах России используется народное название растения — «петушки». В Прибалтике хохлатки называют «кувшинчиками жаворонков».
Встречается, особенно часто в садоводстве, транслитерация латинского названия рода Corydalis — коридалис.

## Ботаническое описание
Представители рода — большей частью многолетние растения, но встречаются также дву- и однолетники. У многолетних видов корень — клубневидный или в виде ветвящегося каудекса.
Листья папоротникообразные, дважды- или триждысложные.
Соцветие — простая или ветвистая кисть, реже одиночные цветки на длинных цветоносах. Венчик зигоморфный, жёлтый или розово- или сине-фиолетовый. Верхний наружный лепесток имеет резко выраженный шпорец, в котором накапливается нектар.
Плод — сухая коробочка стручковидной формы, раскрывающаяся 2 створками, реже коробочка пузыревидно-вздутая, нераскрывающаяся. Семена обычно чёрные с плёнчатым придатком (карункулой), очень редко без него.

## Распространение
Ареал рода охватывает всю Евразию, большую часть Северной Америки и некоторые регионы Африки. Во флоре России около 40 видов, в средней полосе — 6—7 ранневесенних эфемероидов.

Наибольшее видовое богатство рода Corydalis локализуется в Евразии, особенно в Гималаях и Китае, где насчитывается более 150 видов. Отмечают два центра видового разнообразия в роде: Восточную Азию и Средиземноморье, причем большинство секций рода являются аборигенами Китайско-Японской флористической области, распространяясь оттуда вдоль Гималаев к Центральной Азии (Памир, Алтай). В Европе встречаются представители четырёх секций, а в Северной Америке — трёх.

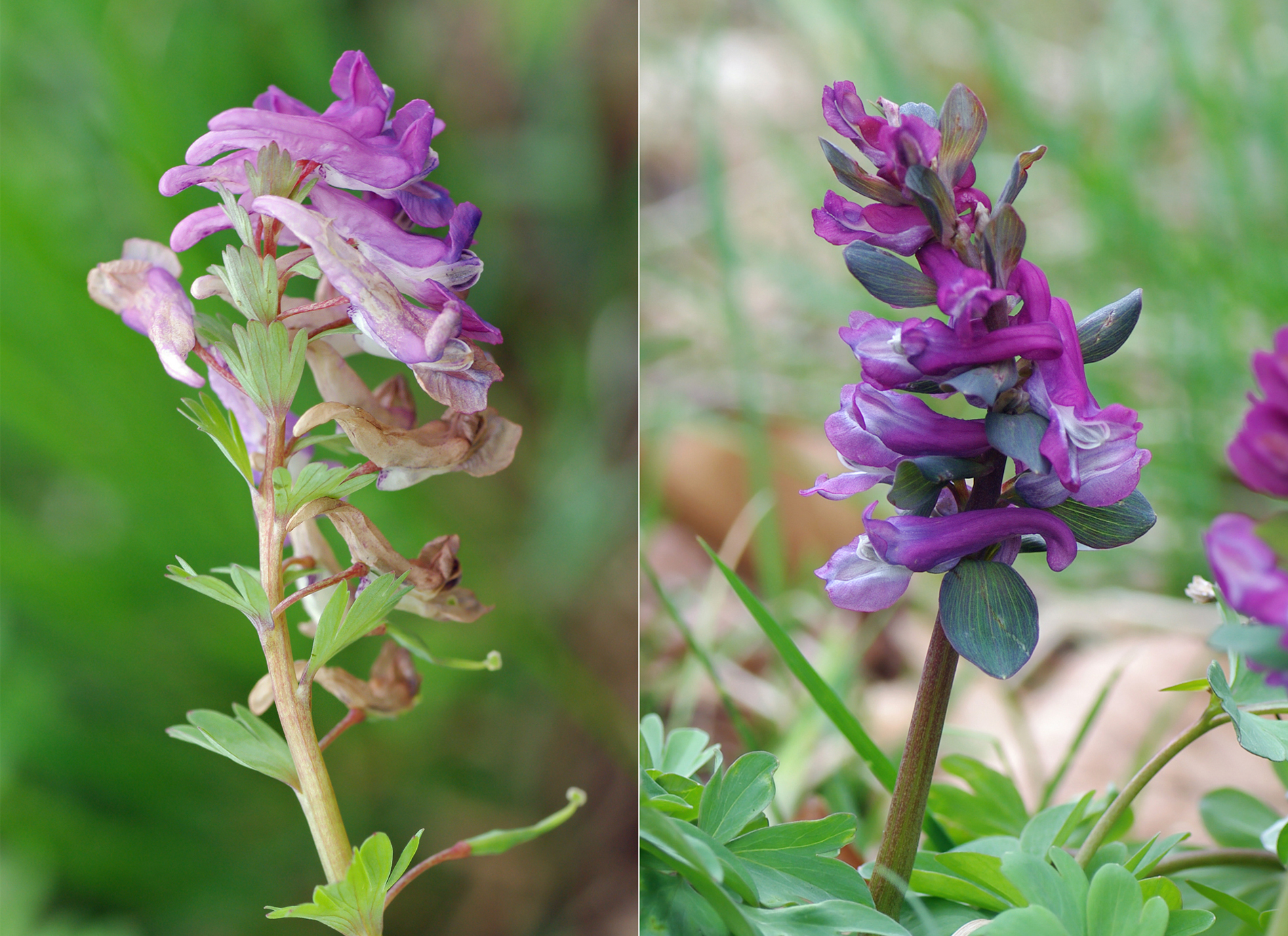
Цветки видов Хохлатка плотная (слева) и Хохлатка полая (справа)

## Биология
Благодаря клубневидным утолщениям корня с запасом питательных веществ многие виды хохлаток могут вегетировать ранней весной и являются эфемероидами: их побеги вянут и отмирают сразу после цветения, так что весь период вегетации составляет 1—1,5 месяца. Надземные побеги также способны к подснежному росту, когда под толщей снега на них окончательно формируются заложенные с осени листья и цветки. Это позволяет хохлаткам зацветать, как только почва прогревается до 3—3,5 °C.
Некороторые ксерофильные виды хохлаток, например из секции Strictae (Fedde) Wendelbo, сформировали ряд признаков, не свойственных роду в целом: жёсткие стебли с хорошо развитыми механическими тканями, листья с толстой кутикулой, проникающая глубоко в почву корневая система с мощными каудексами, покрытыми основаниями отмерших черешков, в пазухах которых сохраняются почки. Такие особенности позволяют растениям вегетировать всё лето в аридных условиях.
Нектар, расположенный в глубине шпорца доступен только насекомым с длинным хоботком (например, шмелям, пчёлам, некоторым бабочкам). Другие опылители хохлатки — самцы комаров и мухи-журчалки.
В распространении семян, снабжённых питательной карункулой активную роль играют муравьи. Семена прорастают только весной следующего года, поскольку опадают незрелыми.

## Классификация

### Таксономия
Corydalis DC., 1805, Fl. Franç. , ed. 3, 4: 637.
Род Хохлатка относится к трибе Дымянковые (Fumarieae) подсемейства Дымянковые (Fumarioideae) семейства Маковые (Papaveraceae) порядка Лютикоцветные (Ranunculales). Таксономическая схема в соответствии с Системой APG IV по состоянию на июнь 2024 года:
|  |                          |  |                                   |                                   |                   |  | еще 6 семейств | еще 6 семейств     |                         |  |                                                             |  | еще 20 родов | еще 20 родов |  |
|  |                          |  |                                   |                                   |                   |  | еще 6 семейств | еще 6 семейств     |                         |  |                                                             |  | еще 20 родов | еще 20 родов |  |
|  |                          |  |                                   | порядок Лютикоцветные             |                   |  |                |                    | подсемейство Дымянковые |  |                                                             |  |              |              |  |
|  |                          |  |                                   | порядок Лютикоцветные             |                   |  |                |                    | подсемейство Дымянковые |  | 532 подтвержденных вида и 49 видов, ожидающий подтверждения |  |              |              |  |
|  | клада Цветковые растения |  |                                   |                                   | семейство Маковые |  |                |                    | род Хохлатка            |  |                                                             |  |              |              |  |
|  | клада Цветковые растения |  |                                   |                                   |                   |  |                |                    |                         |  |                                                             |  |              |              |  |
|  |                          |  | ещё 63 порядка цветковых растений | ещё 63 порядка цветковых растений |                   |  |                | еще 1 подсемейство | еще 1 подсемейство      |  |                                                             |  |              |              |  |
|  |                          |  |                                   | ещё 63 порядка цветковых растений |                   |  |                |                    | еще 1 подсемейство      |  |                                                             |  |              |              |  |

Наиболее крупные систематические работы по роду Corydalis DC. принадлежат Фридриху Федде (1936), обработавшему хохлатки Земного шара, М. Г. Попову (1937) и М. А. Михайловой (1983), рассматривавшим род в пределах СССР и Российской Федерации. Федде ведущими признаками считал форму пестика, особенно рыльца, и плодов, но учитывал и форму лепестков, шпорца, форму и степень рассечённости прицветников, характер роста надземного побега и структуру подземных органов. Все известные на тот момент хохлатки он распределил в 9 секций и 9 подсекций. Попов в основу своей системы положил главным образом вегетативные признаки и в меньшей степени — генеративные. Каждая из 12 секций Попова представлена видами, имеющими одну жизненную форму, отличную от жизненных форм других секций. При делении же секций на ряды и отдельные виды им использовались наряду с вегетативными признаками и генеративные: такие как форма рыльца и др. Система Михайловой в значительной степени отличается от системы Попова и во многом основана на данных палинологии. Прежде всего, она не делит род на подроды. Ею проведена ревизия секции Calocapnos Spach. на гетерогенность и необходимость расчленения которой указывал еще Попов. Михайлова распределила хохлатки этой группы в 4 секции, одна из которых — Bilobatae Michajlova — описана ею впервые. Кроме того, ряд мелких секций она объединила, придав им ранг подсекций.

### Виды
Некоторые из них:
- Corydalis alpestris C.A. Mey. — Хохлатка альпийская
- Corydalis ambigua Cham. & Schltdl. — Хохлатка сомнительная
- Corydalis arctica Popov — Хохлатка арктическая
- Corydalis bracteata (Steph. ex Willd.) Pers. — Хохлатка крупноприцветниковая
- Corydalis caucasica DC. — Хохлатка кавказская [syn.  Corydalis malkensis Galushko — Хохлатка малкская]
- Corydalis cava (L.) Schweigg. & Körte — Хохлатка полая
- Corydalis conorhiza Ledeb. — Хохлатка коническикорневая
- Corydalis flexuosa Franch. — Хохлатка извилистая
- Corydalis gigantea Trautv. & C.A.Mey. — Хохлатка гигантская
- Corydalis gorodkovii Karav. — Хохлатка Городкова
- Corydalis intermedia (L.) Mérat — Хохлатка промежуточная
- Corydalis kovakensis Mikhailova — Хохлатка ковакская
- Corydalis ledebouriana Kar. & Kir. — Хохлатка Ледебура
- Corydalis malkensis Galushko — Хохлатка малкская
- Corydalis marschalliana (Pall. ex Willd.) Pers. — Хохлатка Маршалла [syn.  Corydalis cava subsp. marschalliana (Willd.) Hayek — Хохлатка плотная, подвид Маршалла]
- Corydalis nobilis (L.) Pers. — Хохлатка благородная
- Corydalis paeoniifolia (Steph.) Pers. — Хохлатка пионолистная
- Corydalis pallida (Thunb.) Pers. — Хохлатка бледная
- Corydalis schelesnowiana Regel & Schmalh. — Хохлатка Железнова
- Corydalis semenowii Regel & Herder — Хохлатка Семёнова
- Corydalis sheareri S.Moore — Хохлатка Ширера
- Corydalis sibirica (L.f.) Pers. — Хохлатка сибирская
- Corydalis solida (L.) Clairv. — Хохлатка плотная
- Corydalis speciosa Maxim. — Хохлатка прекрасная, или Хохлатка Максимовича
- Corydalis stricta Steph. ex DC. — Хохлатка прямая
- Corydalis tarkiensis Prokh. — Хохлатка таркинская
- Corydalis turtschaninovii Besser — Хохлатка Турчанинова
- Corydalis yazgulemica Mikhailova & Sochivko — Хохлатка язгулемская

### Синонимы
- Bulbocapnos Bernh.
- Calocapnos Spach
- Capnites Dumort.
- Capnogonium Bernh. ex Endl.
- Cryptoceras Schott & Kotschy
- Cysticorydalis Fedde
- Neckeria Scop.
- Odoptera Raf.
- Pistolochia Bernh.
- Roborowskia Batalin

## Хозяйственное значение и использование
Алкалоиды, содержащиеся в клубнях, делают хохлатку ценным лекарственным растением.
Медоносы.
Некоторые виды культивируются как садовые декоративные растения.

### В культуре
В садах средней полосы России наиболее распространены лесные виды хохлаток. В отличие от горных видов им не требуется создание «сухого» летнего периода покоя. В культуре встречаются: Хохлатка плотная и её сорта, Хохлатка полая, Хохлатка Маршалла (syn. Corydalis cava subsp. marschalliana), Хохлатка благородная, Хохлатка крупноприцветниковая, Хохлатка сомнительная, Хохлатка Турчанинова, Хохлатка кавказская, Хохлатка малкская. При приобретении хохлаток следует учитывать, что многое виды ксеногамны.
Размножают хохлатки семенами (которые высевают сразу после созревания). Сеянцы зацветают на 2—3 год. Сорта Corydalis halleri размножаются делением клубня. Пересадку осуществляют в конце лета.
Все лесные виды предпочитают влажные, рыхлые, слабокислые или нейтральные почвы. Посадки рекомендуется мульчировать перепревшей листвой.
Хохлатки рекомендуются для малоуходных и неформальных (лесных, ландшафтных) садов из-за быстрого и неконтролируемого расселения.
Регистрацией сортов хохлаток занимается Королевская генеральная ассоциация производителей луковичных растений (KAVB) — http://www.kavb.nl/. В её базе данных имеются описания 13 сортов: 'Albiflora', 'Balang Mist', 'Beth Evans', 'Blue Panda', 'China Blue', 'G.P. Baker', 'Kingfisher', 'Père David', 'Purple Beauty', 'Purple Bird', 'Purple Leaf', 'Vuurvogel'.